# Denis Leary
Denis Colin Leary (Worcester, Massachusetts; 18 de agosto de 1957) es un actor y comediante estadounidense nominado al Emmy y Globo de oro. Estudió en el Emerson College de Boston. Ha trabajado en comedia en vivo, varias series de televisión y películas desde 1987, año en que hizo su debut en la película Long Walk to Forever, incluyendo a WILLEM y Small Soldiers y Ice Age (donde hace la voz de Diego). En 2006 rechazó el papel del sgto. Dignam (que finalmente le dieron a Mark Wahlberg) para la película The Departed. También ha salido en los Simpsons en el capítulo Lost Verizon, personificándose a sí mismo. Fue el creador y protagonista de la serie Rescue Me. También es fundador de la fundación Leary Firefighter Foundation (LFF, por sus siglas en inglés) cuyo propósito es proveer fondos para los departamentos de bomberos a lo largo y ancho de Estados Unidos.

## Biografía
Leary nace en Worcester, Massachusetts, hijo de irlandeses católicos inmigrantes. Su madre, Nora, era una criada. Su padre John Leary era un mecánico. Sus dos padres son de Killarney, condado de Kerry, Irlanda; de modo que Leary tiene doble nacionalidad. Se graduó en Saint Peter-Marian High School, en Worcester. Leary es una especie de primo político lejano de Conan O'Brien, el presentador de televisión.

## Filmografía

### Películas
| Año  | Título                                    | Rol                     | Notas                                            |
| ---- | ----------------------------------------- | ----------------------- | ------------------------------------------------ |
| 1987 | Long Walk to Forever                      | Newt                    | Cortometraje                                     |
| 1991 | Strictly Business                         | Jake                    | Cameo                                            |
| 1993 | The Sandlot                               | Bill                    |                                                  |
| 1993 | Who's the Man?                            | Sargento Cooper         |                                                  |
| 1993 | Demolition Man                            | Edgar Friendly          |                                                  |
| 1993 | Loaded Weapon 1                           | Mike McCracken          | Cameo, interpreta «You Really Got Me»            |
| 1993 | Judgment Night                            | Fallon                  |                                                  |
| 1994 | The Ref                                   | Gus                     |                                                  |
| 1994 | Gunmen                                    | Armor O'Malley          |                                                  |
| 1994 | Natural Born Killers                      | Prison Inmate           | Versión del director, cameo                      |
| 1995 | National Lampoon's Favorite Deadly Sins   | Jake                    | Telefilm, también dirigió el segmento «Lust»     |
| 1995 | Operation Dumbo Drop                      | CW3 David Poole         |                                                  |
| 1995 | The Neon Bible                            | Frank                   |                                                  |
| 1996 | Underworld                                | Johnny Crown/Johnny Alt |                                                  |
| 1996 | Two If by Sea                             | Francis «Frank» O'Brien | También guionista                                |
| 1997 | The Second Civil War                      | Vinnie Franko           | Telefilm                                         |
| 1997 | Love Walked In                            | Jack Hanaway            | también productor                                |
| 1997 | Subway Stories                            | Tipo en silla de ruedas | Telefilm, segmento «The Red Shoes»               |
| 1997 | Wag the Dog                               | Fad King                |                                                  |
| 1997 | Suicide Kings                             | Lono Veccio             |                                                  |
| 1997 | The Real Blonde                           | Doug                    |                                                  |
| 1997 | The Matchmaker                            | Nick                    |                                                  |
| 1998 | Monument Ave.                             | Bobby O'Grady           | Alias: Snitch, escritor (no listado en créditos) |
| 1998 | Wide Awake                                | Mr. Beal                |                                                  |
| 1998 | Small Soldiers                            | Gil Mars                |                                                  |
| 1998 | A Bug's Life                              | Francis                 | Voz                                              |
| 1999 | True Crime                                | Bob Findley             |                                                  |
| 1999 | Jesus' Son                                | Wayne                   |                                                  |
| 1999 | Ni el tiro del final                      | Jack Hannaway           |                                                  |
| 1999 | Do Not Disturb                            | Simon                   |                                                  |
| 1999 | The Thomas Crown Affair                   | Det. Michael McCann     |                                                  |
| 2000 | Sand                                      | Teddy                   |                                                  |
| 2000 | Lakeboat                                  | El bombero              |                                                  |
| 2000 | Company Man                               | Oficial Fry             |                                                  |
| 2001 | Double Whammy                             | Det. Raymond Pluto      | También productor (no acreditado)                |
| 2001 | Final                                     | Bill                    | Interpreta «Little Sister»                       |
| 2001 | Blow                                      | Productor               |                                                  |
| 2002 | Dawg                                      | Douglas «Dawg» Munford  | Alias: Bad Boy                                   |
| 2002 | Ice Age                                   | Diego                   | Voz                                              |
| 2002 | The Secret Lives of Dentists              | Slater                  |                                                  |
| 2003 | When Stand Up Stood Out                   | Él mismo                | Documental                                       |
| 2003 | The Curse of the Bambino                  | Él mismo                | Documental                                       |
| 2003 | Reverse of the Curse of the Bambino       | Él mismo                | Documental (secuela)                             |
| 2006 | Ice Age: The Meltdown                     | Diego                   | Voz                                              |
| 2008 | Recount                                   | Michael Whouley         | Telefilm                                         |
| 2009 | Ice Age: Dawn of the Dinosaurs            | Diego                   | Voz                                              |
| 2012 | The Amazing Spider-Man                    | Cap. George Stacy       |                                                  |
| 2012 | Ice Age: Continental Drift                | Diego                   | Voz                                              |
| 2014 | The Amazing Spider-Man 2: Rise of Electro | Cap. George Stacy       | Cameo                                            |
| 2016 | Ice Age: Collision Course                 | Diego                   | Voz                                              |

### Televisión
| Año       | Título                             | Papel                        | Notas                                                                   |
| --------- | ---------------------------------- | ---------------------------- | ----------------------------------------------------------------------- |
| 1987      | Remote Control                     | Varios personajes            | Concurso. Todos los episodios                                           |
| 1990      | Afterdrive                         | Él mismo                     | Talk show                                                               |
| 1990      | Rascals Comedy Hour                | Él mismo                     | Stand Up                                                                |
| 1994      | Mike & Spike                       | Charles S. Baby              | Episodio: «Person To Insect»                                            |
| 1995      | Mike & Spike                       | Charles S. Baby              | Episodio: «Person To Shoe»                                              |
| 1995      | Mike & Spike                       | Charles S. Baby              | Episodio: «Person To Alien»                                             |
| 1998      | The Late Late Show with Tom Snyder | Él mismo                     | Episodio 24 de abril de 1998                                            |
| 1998      | Fantasy World Cup                  | Él mismo                     | Episodio #1.15                                                          |
| 1998      | Space Ghost Coast to Coast         | Él mismo                     | Episodio: «Waiting For Edward»                                          |
| 2001-2002 | The Rosie O'Donnell Show           | Él mismo                     | Invitado en dos episodios                                               |
| 2001-2002 | The Job                            | Mike McNeil                  | También productor y guionista. Todos los episodios.                     |
| 2002      | Contest Searchlight                | Versión ficticia de sí mismo | Todos los episodios.                                                    |
| 2002      | Crank Yankers                      | Joe Smith (Voz)              | Episodio: 1.2                                                           |
| 2004–2011 | Rescue Me                          | Tommy Gavin                  | Nominado al Golden Globe y Emmy También creador, productor y guionista. |
| 2008      | The Simpsons                       | Él mismo                     | 1 episodio - «Lost Verizon»                                             |
| 2008      | Family Guy                         | Él mismo                     | 1 episodio                                                              |
| 2015-2016 | Sex&Drugs&Rock&Roll                | Johnny Rock                  | También creador, productor y guionista. Todos los episodios.            |
| 2019-2021 | The Moodys                         | Sean Moody Sr.               | Protagonista                                                            |
| 2022      | Law & Order: Organized Crime       | Frank Donnelly               | Recurrente                                                              |

## Discografía
- 1993: No Cure for Cancer
- 1997: Lock 'n Load
- 2000: Love Barge
- 2004: Merry F#%$in' Christmas
- 2012: Kiss My Ass